# Photinos Panas
Pour les articles homonymes, voir Panas.
Photinos Panas, né le 30 janvier 1832 sur l'île grecque de Céphalonie et mort en 1903, est un ophtalmologue et chirurgien français d'origine grecque.

## Biographie
Photinos Panas étudie la médecine à Paris où il obtient, en 1860, son doctorat avec sa thèse sur l'anatomie des fosses nasales et les canaux lacrymaux.
En 1865, il est naturalisé français et devient chirurgien hospitalier dans les hôpitaux de Paris, notamment l'hôpital Bicêtre, l'hôpital Lourcine, l'hôpital Saint-Antoine et l'hôpital de l'Hôtel-Dieu de Paris
En 1873, il est conférencier dans le domaine de l'ophtalmologie et publie un ouvrage spécialisé sur le strabisme et la paralysie oculaire. il est l'auteur de plusieurs travaux sur les affections de l'appareil lacrymal, les maladies inflammatoires des membranes internes des yeux, la rétinite, et l'anatomie pathologique de l'œil.
En 1879, il est nommé professeur d'ophtalmologie et la même année il est élu membre de l'Académie de Médecine dont il deviendra président en 1899.
En 1881, avec Edmond Landolt (1846-1926) et Antonin Poncet (1849-1913), il a fondé Les Archives d'ophtalmologie.